# John Blow
John Blow (Newark-on-Trent (Nottinghamshire), februari 1649 - Westminster (Londen), 1 oktober 1708) was een Engelse componist en organist, het bekendst om zijn anthems, waarvan hij er meer dan 100 schreef. Hij werd organist van Westminster Abbey in 1668 en later aalmoezenier en koormeester van de Londense St. Paul's Cathedral. Koning Jacobus II benoemde hem tot lid van de Chapel Royal, de koninklijke kapel. In 1677 verleende Canterbury hem de doctorsgraad in de Muziek. Hij was de leermeester van onder andere William Croft en Henry Purcell.
Vergelijkbaar met Purcells Dido and Aeneas componeerde Blow Venus and Adonis wat hij een Masque for the Entertainment of the King noemde, maar wat in feite een opera is. Dit werk is recentelijk weer in de belangstelling gekomen en wordt soms uitgevoerd. Blow stond rond 1680 zijn post als organist van Westminster Abbey aan Purcell af, uit respect voor diens meesterschap.
Qua stijl is Blow vaak met Purcell vergelijkbaar, zij het iets zwaarder en met een sterkere nadruk op de basso continuo. Zijn anthem God Spake Sometime in Visions componeerde hij voor de troonsbestijging van Jacobus II in 1685. Het werk vertoont Blows typerende hang naar excentriciteit en grillige melodielijnen, die ook Purcell niet vreemd was, maar in tegenstelling tot deze laatste beheerste hij wellicht in mindere mate de kunst om zijn excentrieke melodieën goed in het gehoor te laten liggen. Blow is, anders uitgedrukt, iets minder 'meezingbaar'. 
Dat hij echter wel degelijk in staat was vakmanschap af te leveren, mag blijken uit zijn solozangen en klavecimbelsuites. Eveneens memorabel is zijn ode The Glorious Day is Come, op een tekst van de hofnar en satiricus Thomas D'Urfey. Blow zette, zoals Purcell, een aantal teksten van John Dryden op muziek. Hij bundelde een groot aantal van zijn liederen in de collectie Amphion Anglicus, waarvan de epiloog, Sing, ye Muses, nog geregeld wordt uitgevoerd. Blow heeft evenwel steeds in de schaduw van zijn leerling Purcell gestaan. Blow ligt niet ver van Purcell, met wie hij sterk bevriend was, in Westminster Abbey begraven.
- Bibsys: 90735492
- Biblioteca Nacional de España: XX1570649
- Bibliothèque nationale de France: cb148032320 (data)
- Gemeinsame Normdatei: 119042983
- International Standard Name Identifier: 0000 0001 1071 8102
- Library of Congress Control Number: n80166827
- Nationale Bibliotheek van Letland: 000047635
- MusicBrainz: 610df89b-e00e-4247-a3af-71b8531fa12b
- Nationale Bibliotheek van Tsjechië: jn20010601200
- Nationale bibliotheek van Australië: 36553993
- Nationale Bibliotheek van Israël: 987007282987105171
- Nationale Bibliotheek van Polen: a0000002305602
- Nederlandse Thesaurus van Auteursnamen: 074900218
- Réseau des bibliothèques de Suisse occidentale: 02-A003015257
- Istituto Centrale per il Catalogo Unico: MUSV008297
- SNAC: w6bz6rcw
- Système universitaire de documentation: 079691242
- Trove: 1289121
- Virtual International Authority File: 76580506
- WorldCat: E39PBJf8yGXMyvyH7kHqWbj9jC